# Indischer Ozean

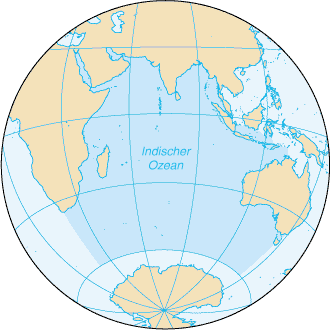
Karte des Indischen Ozeans. Anders als hier dargestellt, wird die Javasee normalerweise nicht zum Indischen Ozean gerechnet.

Der Indische Ozean ist mit 74,9 Millionen km² Fläche (ca. 14,7 % der Erdoberfläche) der drittgrößte Ozean der Erde und ist mit Temperaturen von 22 °C bis 28 °C der wärmste Ozean der Erde. Er fasst ein Volumen von ca. 291,9 Mio km³, die maximale Meerestiefe beträgt 7290 Meter. Der Indische Ozean liegt zum größten Teil auf der Südhalbkugel. Er grenzt an die Kontinente Afrika, Asien und Australien sowie an den Atlantischen Ozean, den Pazifischen Ozean und entlang des südlichen 60°-Breitenkreises an den Antarktischen Ozean.
Die analog zu Atlantik und Pazifik (sowie Arktik und Antarktik) gebildete Kurzbezeichnung Indik (maskulin der Indik, aus lateinisch Oceanus Indicus) wird selten verwendet.

## Meeresboden
Innerhalb des Indischen Ozeans bzw. auf dessen Meeresboden befinden sich niedrigere Schwellen und ein hoher, langgestreckter mittelozeanischer Rücken: der Zentralindische Rücken, der sich ungefähr in der Mitte von Nord nach Süd durch den Ozean zieht.
Weiterhin befinden sich im Indischen Ozean auch Tiefseebecken sowie Tiefseerinnen und verschiedene Meerestiefs. Im Jahr 2019 untersuchte eine Expedition, die mit dem Tauchboot Limiting Factor die tiefsten Punkte aller Ozeane erreichen wollte, die möglichen Gebiete mit einem Lander und einem Fächerecholot der Kongsberggruppe. Als tiefste Stelle wird seither ein 7290 m tiefes Meerestief ⊙ im Sundagraben angenommen. Vorher galt teilweise das Diamantinatief mit über 8000 m als tiefster Punkt, die Messungen identifizierten aber das Dordrechttief bei nur 7100 m als tiefsten Punkt der Diamantina Fracture Zone.
Drei Kontinentalplatten haben einen größeren Anteil am Meeresboden des Indischen Ozeans: die Afrikanische Platte im Westen, die Australische Platte im Osten und die Antarktische Platte im Süden. Dazu kommen im Norden Teile der Arabischen Platte, der Indischen Platte und der Eurasischen Platte (siehe dazu die Karte bei Plattentektonik).

## Geographie

### Gliederung
Zu den Randmeeren, Golfen und Meerengen des Indischen Ozeans zählen (im Uhrzeigersinn von Westen über Norden nach Osten und Südosten):
| Bezeichnung              | Fläche in km² | Mittlere Tiefe in m | Bemerkungen                                                                                |
| ------------------------ | ------------- | ------------------- | ------------------------------------------------------------------------------------------ |
| Straße von Mosambik      |               |                     | Meerenge zwischen Mosambik (Afrika) und der Insel Madagaskar                               |
| Arabisches Meer          | 3.862.000     |                     | Zwischen Horn von Afrika, Arabischer Halbinsel und Westindischer Küste                     |
| Golf von Aden            | 530.000       |                     | Teil des Arabischen Meeres                                                                 |
| Bab al-Mandab            |               |                     | Meerenge zwischen Golf von Aden und Rotem Meer                                             |
| Rotes Meer               | 438.000       | 538                 | Mit Übergang zum Suezkanal im Norden                                                       |
| Golf von Oman            | 181.000       |                     | Teil des Arabischen Meeres                                                                 |
| Straße von Hormus        |               |                     | Meerenge zwischen Golf von Oman und Persischem Golf                                        |
| Persischer Golf          | 235.000       |                     | Ausläufer der Persischen Golfes im Iran bilden die nördlichste Stelle des Indischen Ozeans |
| Lakkadivensee            | 786.000       | 1.929               | Mit Golf von Mannar und Palkstraße zwischen Indien und Sri Lanka                           |
| Golf von Bengalen        | 2.171.000     | 2.600               | Randmeer an der Ostküste von Indien                                                        |
| Andamanensee             | 797.700       | 870                 | Zwischen der Inselgruppe der Andamanen und den Westküsten von Birma und Thailand           |
| Straße von Malakka       |               |                     | Verbindung von der Andamanensee zum Südchinesischen Meer                                   |
| Timorsee                 | 61.500        |                     | Nördlich von Australien                                                                    |
| Große Australische Bucht | 484.000       |                     | Südlich von Australien                                                                     |

### Anrainerstaaten

#### Afrika
Vom Süden nach Norden sind die Anrainerstaaten:
Südafrika, Mosambik, Tansania, Kenia, Somalia, Dschibuti, Eritrea, Sudan und Ägypten.
(Die drei letzteren Staaten sind indirekt über das Rote Meer als Randmeer des Indischen Ozeans mit diesem Ozean verbunden.)

#### Asien
Im Uhrzeigersinn von Westen über Norden nach Osten und Südosten:
Saudi-Arabien, Jemen, Oman, Vereinigte Arabische Emirate, Katar, Bahrain, Kuwait, Irak, Iran, Pakistan, Indien, Bangladesch, Myanmar, Thailand, Malaysia, Indonesien und Osttimor.
Israel und Jordanien liegen jeweils mit einem kleinen Küstenabschnitt am Golf von Akaba und sind indirekt über das Rote Meer mit dem Indischen Ozean verbunden. Sie können deshalb ebenfalls zu den Anrainerstaaten gerechnet werden.

#### Australien
Australien

#### Inselstaaten

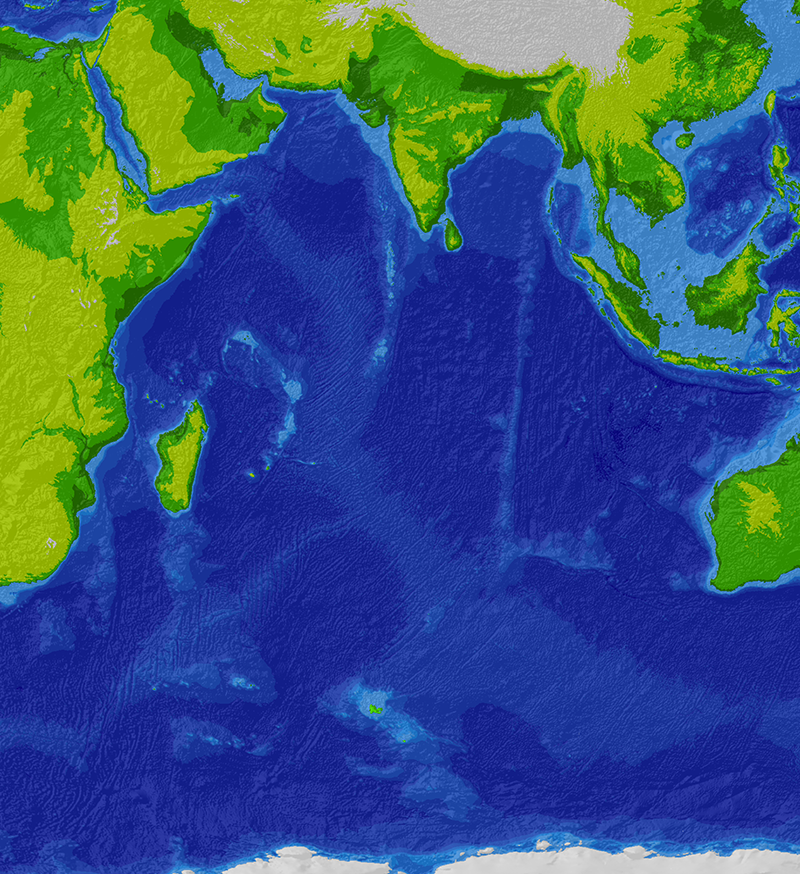
Topographisch-bathymetrische Karte

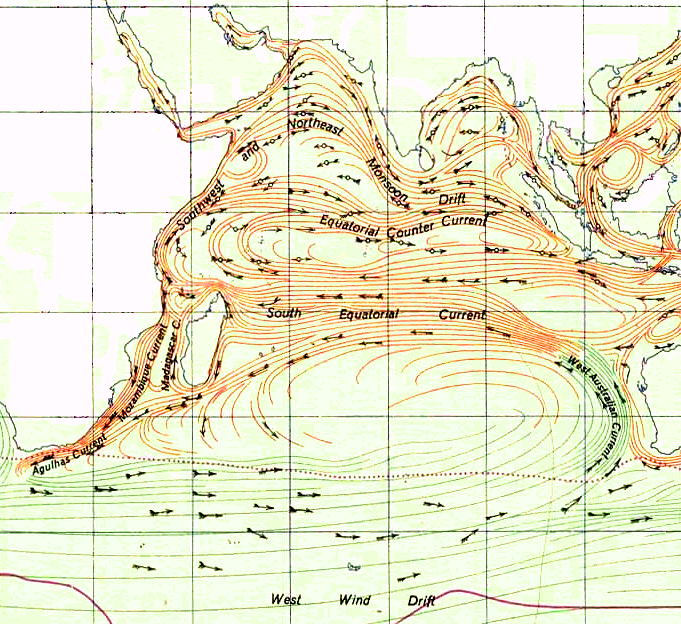
Meeresströmungen im Indischen Ozean

Innerhalb des Indischen Ozeans liegen die politisch eigenständigen Inselstaaten Indonesien, Madagaskar und Sri Lanka. Eigenständige Inselgruppen sind die Komoren (mit dem französischen Überseedepartement Mayotte), die Seychellen, und die Malediven. Zum Inselstaat Mauritius gehören neben der Hauptinsel, der Insel Rodrigues und den beiden Agalega-Inseln weitere, jedoch unbewohnte Inseln wie die Cargados-Carajos-Inseln. Die Inselgruppe der Maskarenen umfasst die meisten Inseln von Mauritius (nicht die Agalegas) sowie das französische Überseedepartement La Réunion.

### Weitere Inseln und Inselgruppen
Die Inselgruppe Sokotra gehört zur Republik Jemen. Der Sansibar-Archipel gehört zu Tansania. Das indische Unionsterritorium Andamanen und Nikobaren bilden die gleichnamigen Inselgruppen Andamanen und Nikobaren. Die Inselgruppen Lakkadiven und Amindiven sowie die Insel Minicoy bilden zusammen das indische Unionsterritorium Lakshadweep.
Der Chagos-Archipel mit der Hauptinsel Diego Garcia ist das letzte britische Territorium im Indischen Ozean. Die Insel Ko Phuket gehört zu Thailand.
Zu Australien gehören die Weihnachtsinsel, die Kokosinseln, Heard und die McDonaldinseln und die Ashmore- und Cartier-Inseln.
Weitere zum Indischen Ozean gehörende Inseln sind die zu den Französischen Süd- und Antarktisgebieten zählenden Kerguelen sowie ganz im Westen die südafrikanischen Prinz-Edward-Inseln.

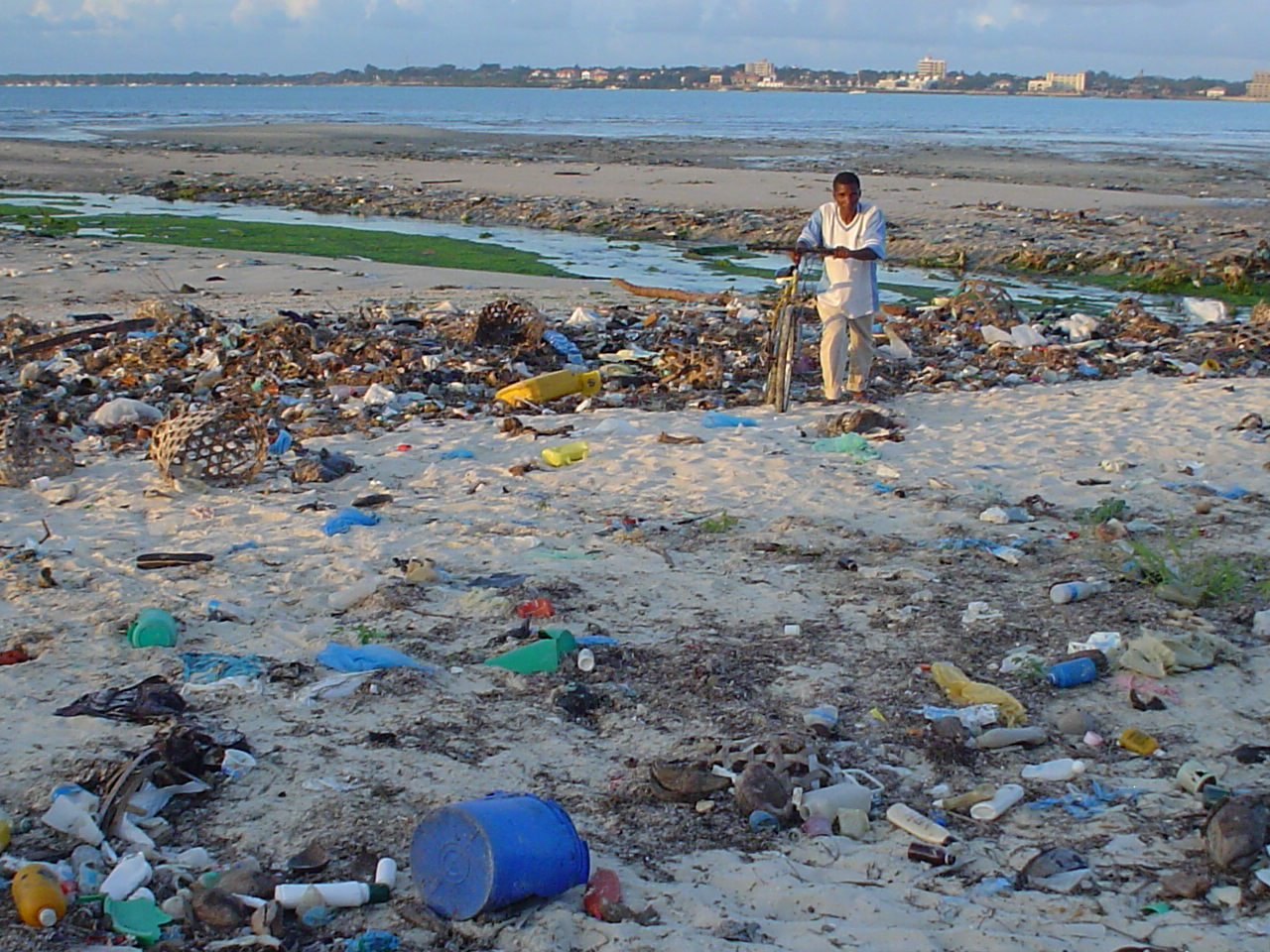
Umweltpolitik in den Küstenstaaten des Indischen Ozeans beeinflusst die Ökologie des Meeres. Umweltpolitik hat in vielen Anrainerstaaten keine hohe Priorität. An diesem Strand im tansanischen Daressalam wird angespülter und liegengebliebener Müll nicht entsorgt.

### Seehäfen und Hafenstädte am Indischen Ozean

#### Asien
- Aden (Jemen)
- Bandar Abbas (Iran)
- Chennai (Indien)
- Colombo (Sri Lanka)
- Karatschi (Pakistan)
- Kolkata (Indien)
- Mangaluru (Indien)
- Mumbai (Indien)
- Rangun (Myanmar)
- Salala (Oman)
- Visakhapatnam (Indien)

#### Australien
- Adelaide
- Melbourne
- Perth

#### Afrika
- Assab (Eritrea)
- Beira (Mosambik)
- Berbera (Somalia)
- Bur Sudan (Sudan)
- Daressalam (Tansania)
- Dschibuti (Stadt) (Dschibuti)
- Boosaaso (Somalia)
- Durban (Südafrika)
- East London (Südafrika)
- Gqeberha (Südafrika)
- Hurghada (Ägypten)
- Kismaayo (Somalia)
- Maputo (Mosambik)
- Massaua (Eritrea)
- Merka (Somalia)
- Mogadischu (Somalia)
- Mombasa (Kenia)
- Mossel Bay (Südafrika)
- Obock (Dschibuti)
- Pemba (Mosambik)
- Port of Ngqura (Südafrika)
- Richards Bay (Südafrika)
- Safaga (Ägypten)
- Sansibar (Tansania)
- Sues (Ägypten)
- Tadjoura (Dschibuti)
- Tanga (Tansania)

## Erdbeben im Indischen Ozean 2004

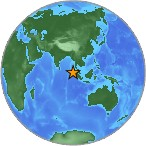
Epizentrum des Bebens

Am 26. Dezember 2004 ereignete sich ein massives Seebeben im Indischen Ozean vor der Küste Sumatras. Mit einer Stärke von 9,1 auf der Momenten-Magnituden-Skala war es eines der stärksten jemals aufgezeichneten Beben weltweit. Das Epizentrum lag etwa 85 km vor der Küste Sumatras, Indonesien.
Das Beben löste einen verheerenden Tsunami aus, der weite Teile der Küstenregionen rund um den Indischen Ozean traf. Besonders betroffen waren Indonesien, Thailand, Indien und Sri Lanka. Die Wellen des Tsunamis erreichten sogar das 5.200 km entfernte Somalia.
Die genaue Zahl der Todesopfer ist bis heute nicht bekannt, Schätzungen gehen jedoch von über 227.000 Toten aus. Der Tsunami verursachte zudem massive Zerstörungen an Infrastruktur und Hab und Gut und hinterließ Millionen von obdachlosen Menschen. Das Seebeben im Indischen Ozean 2004 gilt als eine der größten Naturkatastrophen des 21. Jahrhunderts.